# Дрязло
Дрязло — озеро на юго-западе Тверской области, расположено на территории Нелидовского района. Принадлежит бассейну Западной Двины.
Находится в 18 километрах к юго-востоку от города Нелидово. Расположено между реками Лучеса и Тагоща. 
Длина озера около 1,33 километра, ширина до 0,5 километра (восточная часть). Площадь водного зеркала — 0,4 км². Протяжённость береговой линии — 2,8 км. Сток осуществляется протокой в реку Лучесу (приток Межи).
На северном берегу озера расположена деревня Кукуево, на восточном — Борисово, на южном — Батурино.
В начале XX века озеро носило название Большое.